# Damernas barr i gymnastik vid olympiska sommarspelen 2000
Damernas barr i gymnastik vid olympiska sommarspelen 2000 avgjordes den 17-24 september i Sydney SuperDome.

## Medaljörer
| Gren          | Guld                       | Silver        | Brons         |
| Damernas barr | Svetlana Chorkina Ryssland | Ling Jie Kina | Yang Yun Kina |

## Resultat

### Final
| Placering | Gymnast                  | Poäng |
| --------- | ------------------------ | ----- |
|           | Svetlana Chorkina (RUS)  | 9,862 |
|           | Ling Jie (CHN)           | 9,837 |
|           | Yang Yun (CHN)           | 9,787 |
| 4         | Viktoria Karpenko (UKR)  | 9,775 |
| 5         | Tatiana Zjarganova (BLR) | 9,737 |
| 6         | Olga Rosjupkina (UKR)    | 9,725 |
| 7         | Jelena Produnova (RUS)   | 9,650 |
| 8         | Elvire Teza (FRA)        | 9,512 |